# Gäddetjärnen, Bohuslän
Gäddetjärnen är en sjö i Munkedals kommun i Bohuslän och ingår i Örekilsälvens huvudavrinningsområde.